# George Mehnert
George Mehnert (* 3. November 1881 in Newark, New Jersey; † 8. Juli 1948) war ein US-amerikanischer Ringer und Olympiasieger deutscher Abstammung.

## Werdegang
George Mehnert war Mitglied des National Turnvereins Newark, in dem er Basketball spielte und mit dem Ringen begann. 1902 gewann er die erste Meisterschaft der AAU (American Athletic Union), dem noch mehrere folgen sollten. Bis 1908 blieb er Amateurringer. 1909 und 1910 betätigte er sich als Profiringer. Danach wurde er Präsident des National Turnverein Newark und arbeitet bis Ende der 1930er Jahre im American Olympic Wrestling Committee. Georg Mehnert war der einzige Ringer der Welt, dem es in der Anfangszeit des internationalen Amateurringens gelang, bei zwei aufeinander folgenden Olympischen Spielen eine Goldmedaille zu gewinnen.

## Internationale Erfolge
(OS = Olympische Spiele, Fl = Fliegengewicht, Ba = Bantamgewicht, F = Freistil)
- 1904, Goldmedaille, OS in St. Louis, F, Fl (bis 52,16 kg), vor Gustave Bauers, USA und William Nelson, USA;
- 1908, Goldmedaille, OS in London, F, Ba (- 54 kg), mit Siegen über William Press, USA, Aubert Cote, USA und H. Sprenger, Großbritannien.

## Nationale Erfolge
George Mehnert wurde amerikanischer Meister (AAU-Champion) im Fliegengewicht in den Jahren 1902, 1903, 1904 und 1908, im Bantamgewicht 1905 und 1906. 1907 wurde er Vizemeister im Bantamgewicht, geschlagen von George Dole, der 1908 Olympiasieger im Federgewicht wurde.